# Discografia de Padre Reginaldo Manzotti
A discografia de Reginaldo Manzotti, um cantor e padre brasileiro, é composta por onze álbuns de estúdio, quatro álbuns ao vivo, quatro álbuns de vídeo, dois singles digitais e um EP digital.

## Álbuns

### Álbuns de estúdio
| Título                      | Detalhes do álbum | Melhores posições | Vendas      | Certificações |
| Título                      | Detalhes do álbum | BRA               | Vendas      | Certificações |
| --------------------------- | --- | ----------------- | ----------- | ------------- |
| Deus é Presença Real        | - Lançado: 4 de junho de 2003 - Gravadora: Independente - Formatos: CD                                                       | —                 | - : 100.000 | - : Ouro      |
| No Poder da Oração          | - Lançado: 2005 - Relançado (download digital): 10 de abril de 2010 - Gravadora: Som Livre - Formatos: CD, download digital  | —                 | - : 40.000  | - : Ouro      |
| A Tempestade Vai Passar     | - Lançado: 1 de janeiro de 2007 - Relançado (download digital): 2010 - Gravadora: Som Livre - Formatos: CD, download digital | —                 | - : 50.000  | - : Ouro      |
| Creio no Deus do Impossível | - Lançado: 2008 - Relançado (download digital): 10 de abril de 2010 - Gravadora: Som Livre - Formatos: CD, download digital  | —                 |             |               |
| Sinais do Sagrado           | - Lançado: 25 de janeiro de 2010 - Gravadora: Som Livre - Formatos: CD, download digital                                     | 6                 |             |               |
| Em Deus um Milagre          | - Lançado: 10 de novembro de 2011 - Gravadora: Som Livre - Formatos: CD, download digital                                    | —                 |             |               |
| Faça-Me Crer                | - Lançado: 30 de setembro de 2013 - Gravadora: Som Livre - Formatos: CD, download digital                                    | 1                 | - : 80.000  | - : Platina   |
| O Amor Restaura             | - Lançado: 02 de março de 2015 - Gravadora: Som Livre - Formatos: CD, download digital                                       | 1                 |             |               |
| Entre Amigos                | - Lançado: 14 de agosto de 2015 - Gravadora: Som Livre - Formatos: CD, download digital                                      | —                 |             |               |
| Momentos                    | - Lançado: 21 de outubro de 2016 - Gravadora: Som Livre - Formatos: CD, download digital                                     | —                 |             |               |
| Tá Na Mão de Deus           | - Lançado: 20 de abril de 2018 - Gravadora: Universal Music - Formatos: CD, download digital                                 | —                 |             |               |

### Álbuns ao vivo
| Título                                  | Detalhes do álbum                                                                              |
| --------------------------------------- | ---------------------------------------------------------------------------------------------- |
| Creio no Deus do Impossível - ao Vivo   | - Lançado: 1 de janeiro de 2009 - Gravadora: Som Livre - Formatos: DVD                         |
| Milhões de Vozes - ao Vivo em Fortaleza | - Lançado: 29 de março de 2011 - Gravadora: Som Livre - Formatos: CD, DVD, download digital    |
| Paz e Luz - Candelária ao Vivo          | - Lançado: 30 de setembro de 2012 - Gravadora: Som Livre - Formatos: CD, DVD, download digital |
| Alma Missionária - ao Vivo              | - Lançado: 04 de março de 2016 - Gravadora: Som Livre - Formatos: CD, DVD, download digital    |

### Álbuns de vídeo
| Título                                  | Detalhes do álbum                                                                              | Vendas      | Certificações  |
| --------------------------------------- | ---------------------------------------------------------------------------------------------- | ----------- | -------------- |
| Creio no Deus do Impossível - ao Vivo   | - Lançado: 1 de janeiro de 2009 - Gravadora: Som Livre - Formatos: DVD                         | - : 100.000 | - : 2× Platina |
| Milhões de Vozes - ao Vivo em Fortaleza | - Lançado: 29 de março de 2011 - Gravadora: Som Livre - Formatos: CD, DVD, download digital    |             |                |
| Paz e Luz - Candelária ao Vivo          | - Lançado: 30 de setembro de 2012 - Gravadora: Som Livre - Formatos: CD, DVD, download digital |             |                |
| Alma Missionária - ao Vivo              | - Lançado: 04 de março de 2016 - Gravadora: Som Livre - Formatos: CD, DVD, download digital    |             |                |

### Singles
| Título             | Detalhes do álbum                                                                           |
| ------------------ | ------------------------------------------------------------------------------------------- |
| Obrigado Jesus     | - Lançado: 23 de setembro de 2013 - Gravadora: Som Livre - Formatos: download digital       |
| Tá Na Mão De Deus  | - Lançado: 22 de dezembro de 2017 - Gravadora: Universal Music - Formatos: download digital |
| Espalhar Amor (EP) | - Lançado: 23 de março de 2018 - Gravadora: Universal Music - Formatos: download digital    |